# Montagnola Senese
La Montagnola Senese è una delle principali zone collinari della provincia di Siena.

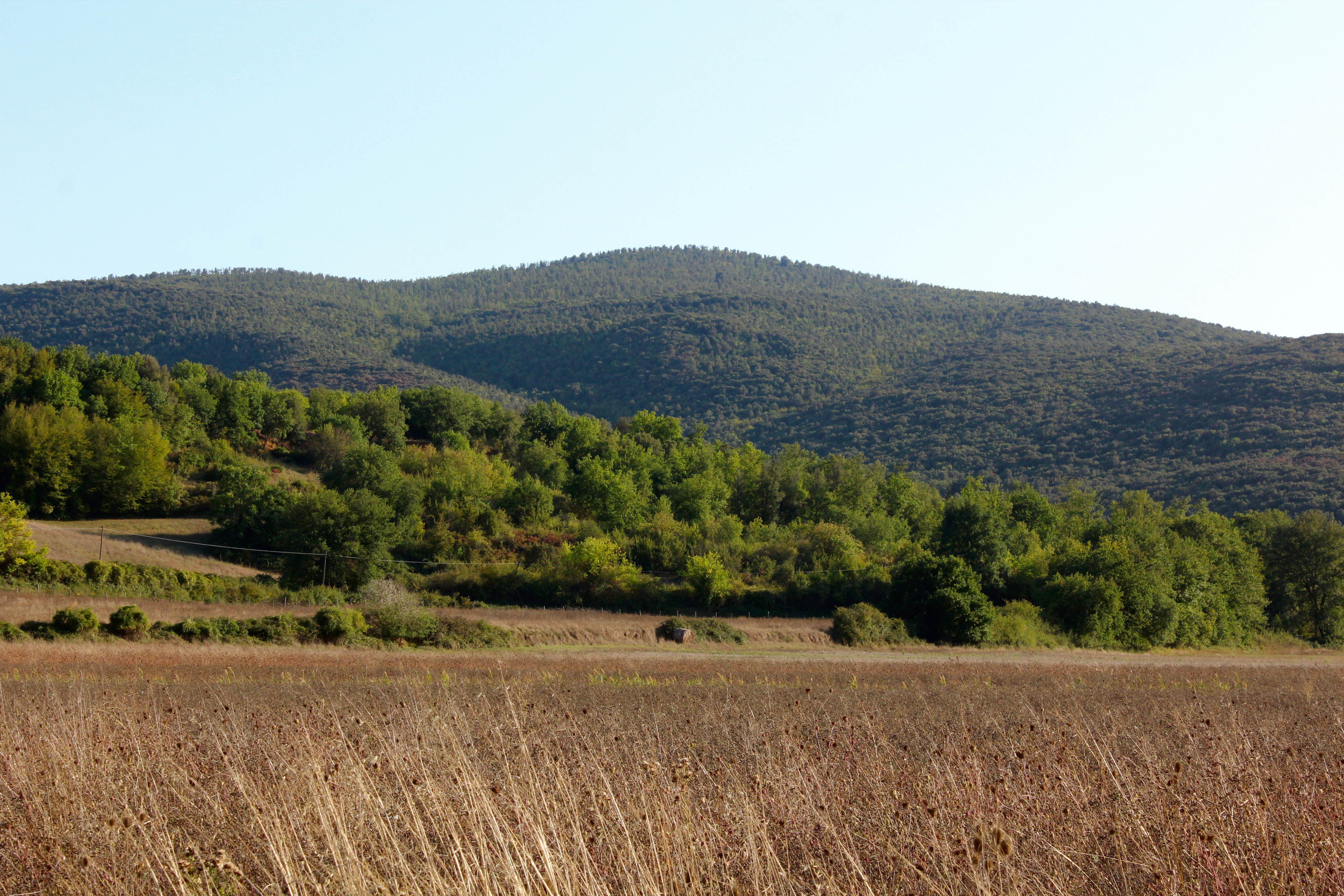
Il Montemaggio

## Descrizione

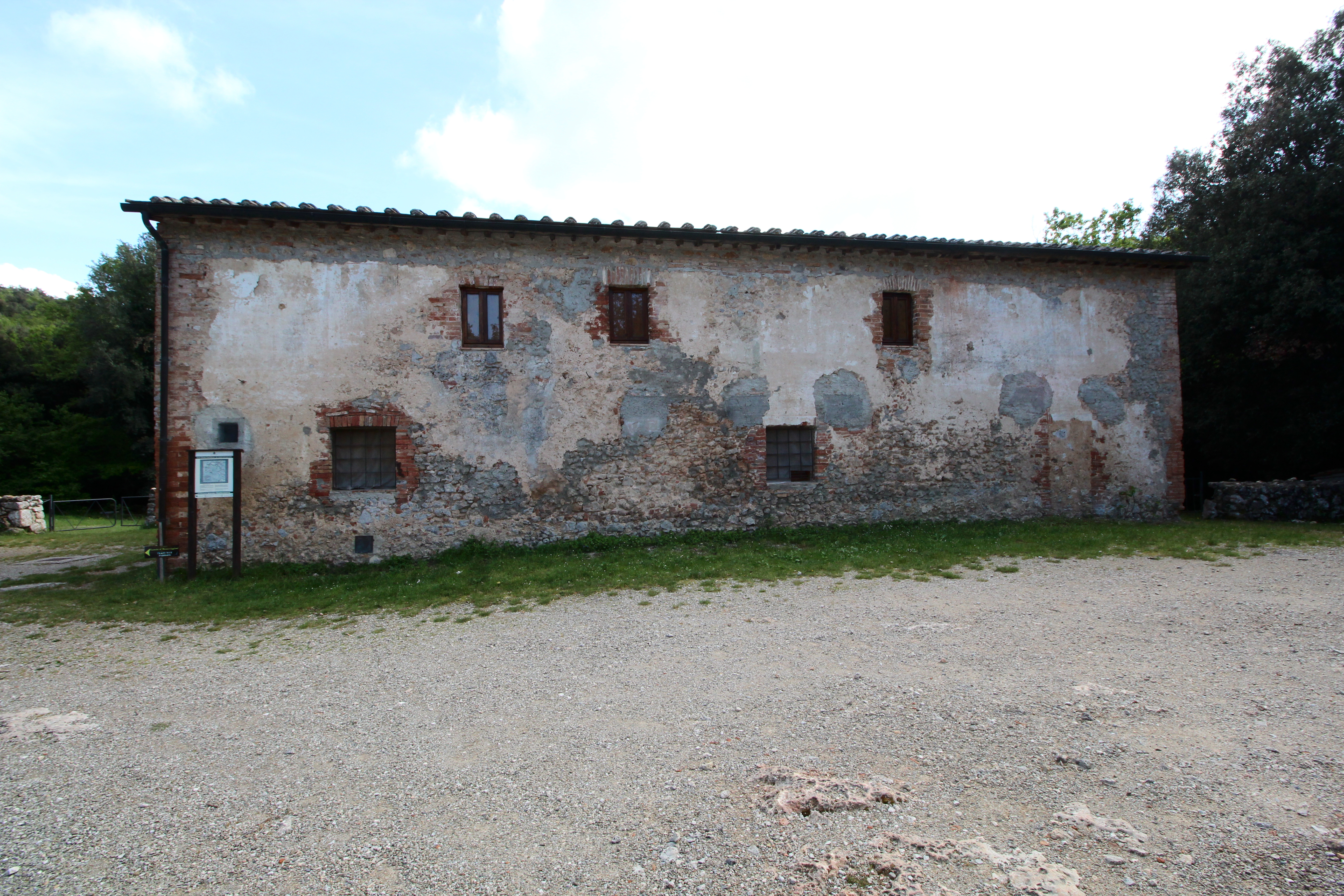
Casa Giubileo sul Montemaggio

Il suo territorio spazia tra i comuni di Casole d'Elsa, Monteriggioni, Siena e Sovicille.

È caratterizzata dalla presenza di boschi cedui dove spiccano il leccio (quercus ilex), la roverella e l'acero e nelle zone più elevate il castagno. Il sottobosco è ricco di ginepro, caprifoglio, cisto, agrifoglio e corbezzolo.
Il maggior rilievo è il Montemaggio con i suoi 671 m s.l.m.

Il sottosuolo, prevalentemente calcareo, è ricco di marmi, tra cui il famoso marmo giallo, usati in passato, a partire dal XIII secolo, nella costruzione di molte delle chiese della zona e non solo, essendo stati usati anche per il Duomo di Firenze e quello di Orvieto.

È ricca di grotte carsiche (se ne contano oltre 80) e falde acquifere che assicurano l'approvvigionamento idrico delle varie località della zona e di Siena. Nei pressi della pieve di Molli, nel comune di Sovicille nasce l'Elsa. È questo uno dei punti più alti della Montagnola e la Pieve di Molli si trova sullo spartiacque che divide il bacino dell'Elsa da quello della Merse.

Il territorio della Montagnola, che pure presenta dei tratti di difficile percorrenza, è stato interessato al passaggio della Via Francigena che univa il nord Europa con Roma e che, in questo tratto, dalle vicine città di San Gimignano, Colle di Val d'Elsa e Monteriggioni conduceva a Siena. Ne sono testimonianza le belle pievi che vi si trovano, come il complesso di Abbadia a Isola e la Pieve di Santa Maria a Castello, nel comune di Monteriggioni e la pieve di Ponte allo Spino, nel territorio di Sovicille.

Numerosi sono anche i castelli presenti nella zona, come il Castello di Montarrenti.

Per le sue peculiarità naturali, storiche e artistiche è un sito di interesse comunitario ai sensi della normativa 92/43 CEE.